# آمبروسی هافمن
آمبروسی هافمن (انگلیسی: Ambrosi Hoffmann؛ زادهٔ ۲۲ march ۱۹۷۷ (۴۷ سال)) ورزشکار اسکی آلپاین اهل سوئیس است.